# Dorchester Collection
Dorchester Collection is een keten van luxe hotels in eigendom van de Brunei Investment Agency (BIA), een onderdeel van het Ministerie van Financiën van de Zuidoost-Aziatische staat Brunei. Dorchester Collection bestaat uit tien hotels: The Dorchester, The Beverly Hills Hotel, Plaza Athénée, Hotel Meurice, Principe di Savoia, Hotel Bel-Air, Coworth Park, Park Lane, Le Richemond en Hotel Eden. 

## Geschiedenis
In 1987 kocht de sultan van Brunei, Hassanal Bolkiah, het Dorchester Hotel en het Beverly Hills Hotel. Hij gaf in 1991 het beheer door aan de BIA. De Dorchester Groep Limited is opgericht in 2006 en beheert de Dorchester Collection. De keten bestaat uit een tiental luxe hotels en restaurants in de Verenigde Staten, het Verenigd Koninkrijk, Frankrijk, Zwitserland en Italië.

## Hotels en restaurants
Verenigd Koninkrijk:
- The Dorchester (Londen)
  - Alain Ducasse
  - China Tang
- 45 Park Lane (Londen)
  - CUT
- Coworth Park (Ascot)
  - Restaurant Coworth Park

 Verenigde Staten:
- Beverly Hills Hotel (Beverly Hills, Californië)
  - Polo Lounge
- Hotel Bel-Air (Los Angeles, Californië)
  - Wolfgang Puck

 Frankrijk:
- Le Meurice (Parijs)
- The Plaza Athénée (Parijs)
  - Alain Ducasse

 Zwitserland:
- Le Richemond (Genève)
  - Le Jardin

 Italië:
- Hotel Principe di Savoia (Milaan)
  - Acanto
- Hotel Eden (Rome)
  - La Terrazza